# Algoso
Algoso ist ein Ort und eine ehemalige Gemeinde (Freguesia) im portugiesischen Kreis Vimioso. Die Gemeinde hatte 281 Einwohner (Stand 30. Juni 2011).
Am 29. September 2013 wurden die Gemeinden Algoso, Campo de Víboras und Uva zur neuen Gemeinde União das Freguesias de Algoso, Campo de Víboras e Uva zusammengeschlossen. Algoso ist Sitz dieser neu gebildeten Gemeinde.

## Sehenswürdigkeiten

Castelo de Algoso

- Castelo de Algoso